# Louis II của Pháp
Louis II (1 tháng 11 năm 846 – 10 tháng 4 năm 879), hay còn được gọi là Louis Nói lắp (tiếng Pháp: Louis le Bègue) là vị vua của Aquitaine rồi vua miền tây nước Pháp. Ông là người con lớn nhất của Charles II và Ermentrude của Orléans. Louis II kế vị người em tại Aquitaine vào 866 và kế vị cha trên cương vị vua Pháp vào năm 877.